# بيفان فرينش
بيفان فرينش (بالإنجليزية: Bevan French)‏ هو لاعب دوري الرغبي أسترالي، ولد في 4 يناير 1996 في Tingha, New South Wales ‏ في أستراليا.

## روابط خارجية
- بيفان فرينش على موقع ItsRugby.co.uk (الإنجليزية)